# 多気城 (常陸国)

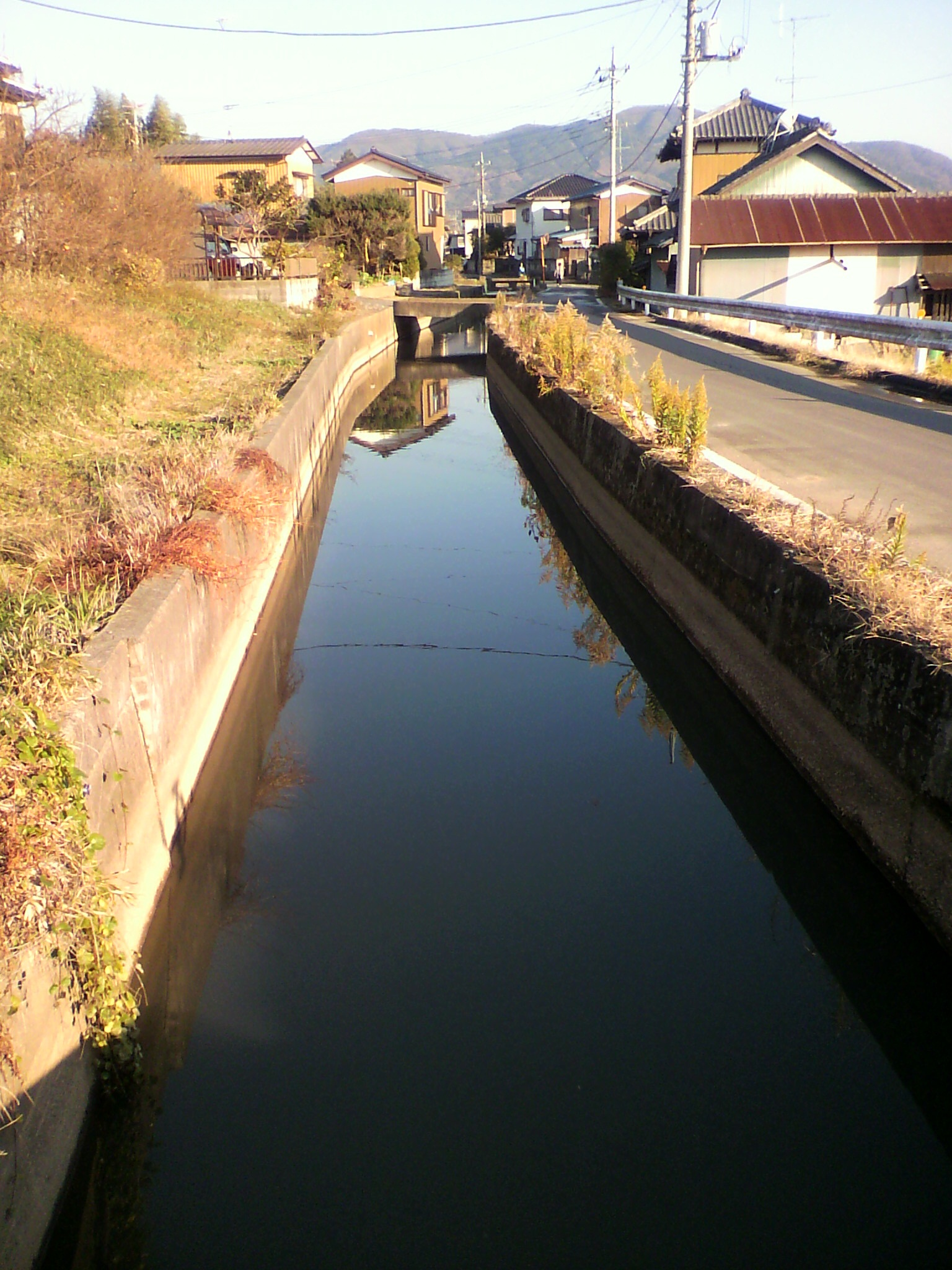
裏堀（2010年12月9日撮影）
多気氏が造ったとされる。

多気城（たきじょう・たけじょう）は、茨城県つくば市北条小字多気（常陸国筑波郡多気）にあった日本の城。多気山城（たきさんじょう）・城山城（じょうやまじょう）とも称する。現存する史料や遺物が少なく、謎の城とされてきた。

## 概要
城山（じょうやま）と通称される多気山（たけやま、標高約129.4m）に築かれた山城の跡で、4つの曲輪があり、それらを堀や土塁が囲んでいる。その外側には大きな堀の跡があり、南には土橋の跡も見つかっている。4つの曲輪のうちI〜III曲輪は連なりあって多気山の山頂から中腹にかけて広がり、IV曲輪は少し離れて多気山と西隣の道場山との間にある。『筑波町史（上巻）』では「保存状態が比較的良好であり、当地方の戦国史解明の重要な手掛り」と記載している。

## 歴史
平安時代中期に常陸平氏の宗家である大掾氏の平維幹が常陸国筑波郡水守から多気の地に移り築いた城とする説があり、『吾妻鏡』に登場する「多気の山城」とは維幹が築いた多気城とされる。しかしながら、現存する大規模な城郭遺構は戦国時代、特に永禄から慶長にかけてのものと考えられており、茨城城郭研究会は、平安時代の城跡に大改修を施したものであろう、としている。維幹の子孫は代々多気氏を名乗ってこの地で勢力を持っていたが、1193年（建久4年）、6代の多気義幹の時、八田知家らの策略にはまり没落した（建久の変）。義幹は今も北条地区の住民から「たきたろさま」と呼ばれ、親しまれる。発掘調査では、室町時代頃のものと思われる土師質土器が見つかっているが、多気義幹の死からこの時代までの多気城の様子は不明である。
現時点では戦国時代に純軍事目的で築城されたことが推察され、文献史料でも1559年（永禄2年）に結城氏が小田氏側の北条を攻め、1572年（元亀3年）に北条付近で造作が行われていること、1579年（天正7年）に「嶽山再興」の記録がある程度である。これまでに出されてきた築城の理由には、以下のような説がある。
1. 北条五郎顕家の館とされる小泉館の詰めの城だった
2. 上杉謙信または佐竹義重が小田城を攻めるために築いた
3. 佐竹義宣が関ヶ原の戦いの前後の緊迫した状況で築いた

戦国時代以降の出土遺物はわずかで、同時代の陶磁器は発掘されていない。このことや、火災の痕跡・鉄砲玉などの戦闘形跡も見られないことから、最終期にはあまり使用されなかったと推測されている。

### 現況
現地は山林になっている。多気山では採石が行われていたため、城郭の南西部の地形は往時に比べ大きく変形している。

## 周辺地域の環境

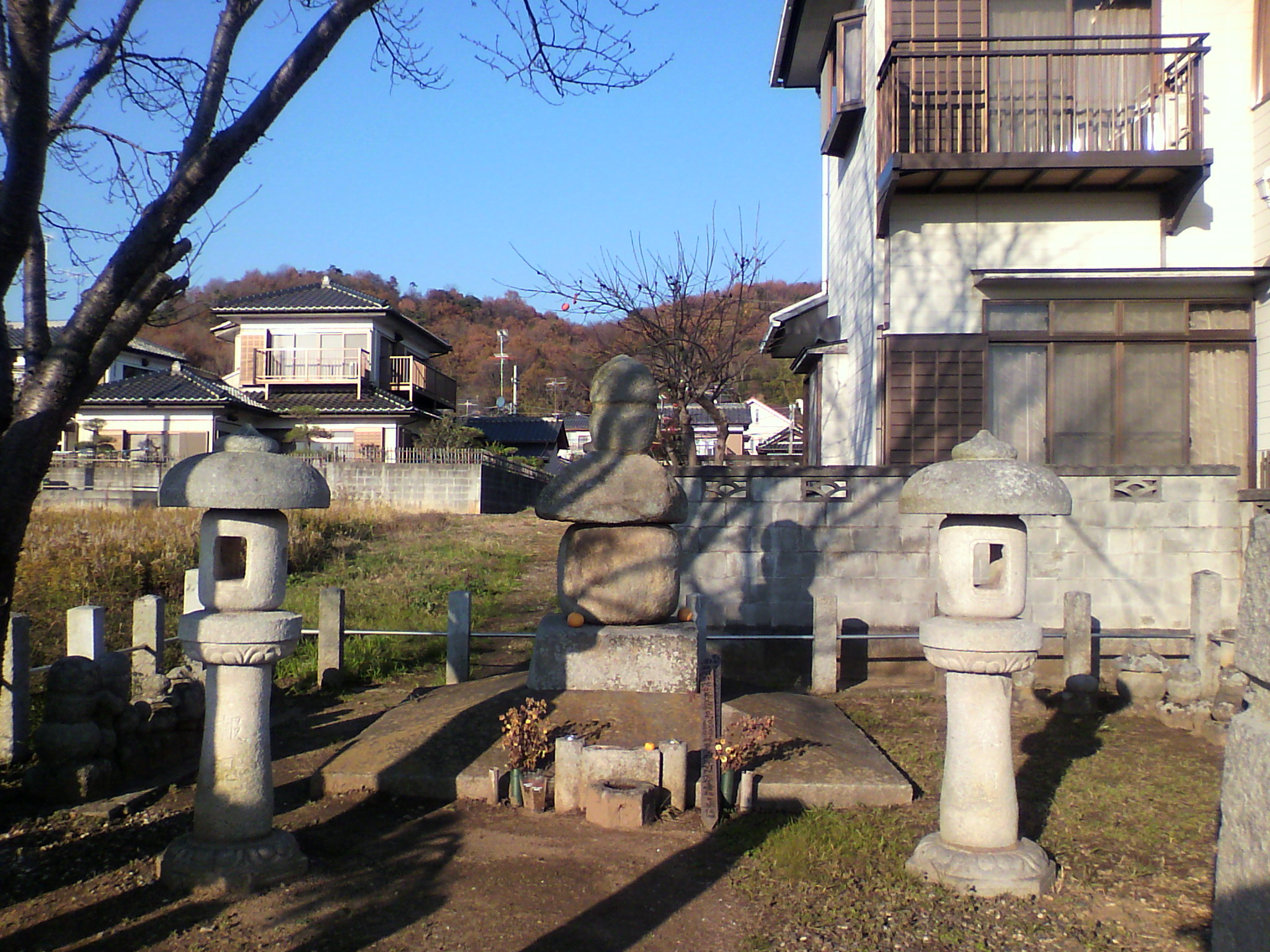
伝・多気太郎墓

つくば市北条や平沢周辺には筑波郡衙跡とされる平沢官衙遺跡を始め、古墳時代から古代にかけての遺跡が集中している。北条には多気太郎（多気義幹）の墓とされる五輪塔や多気氏が整備した裏堀が残されている。また京都府宇治市の平等院に似た構造を持つ日向廃寺という寺院跡の遺跡もある。こうしたことから北条・平沢は古代から中世初期に地域の中心的位置を占め、中世期も小田に次ぐ地位にあったと考えられる。